# Bruinrugspecht
De bruinrugspecht (Dendropicos obsoletus synoniemen: Dendrocopos obsoletus en Picoides obsoletus) is een soort specht uit een geslacht van vogels uit de familie spechten (Picidae). De soort komt alleen in Afrika voor.

## Kenmerken
De vogel is 13 tot 16 cm lang en weegt 18 tot 25 g. Het mannetje is bruin op de kruin en heeft op het achterhoofd een rode vlek. Vanaf het oog loopt een brede witte wenkbrauwstreep helemaal door tot de nek en onder het oog loopt een brede lichte baardstreep. Daartussen, vanaf het oog is de kop vaag bruin gekleurd. De rug is dofbruin. De vleugel- en staartveren zijn donkerbruin met witte bandjes. De buik en borst zijn vuilwit met een waas van roodbruin en met lichtbruine streepjes. Het vrouwtje mist de rode vlek achter op de kop.

## Verspreiding en leefgebied
Er zijn vier ondersoorten:
- D. o. obsoletus (Senegal en Gambia tot Z-Soedan en W-Oeganda tot Z-Kameroen en NO-Congo Kinshasa)
- D. o. heuglini (O-Soedan tot N-Ethiopië)
- D. o. ingens (Z-Ethiopië tot Oeganda and Midden-Kenia)
- D. o. crateri (N-Tanzania)

Het leefgebied bestaat uit verschillende typen meestal droog landschap met wat bos zoals savanne, maar ook weidegebieden met bomen, tuinen in buitenwijken en in hooglanden in Oost-Afrika tussen de 2300 en 3000 m en in West-Afrika tot op zeeniveau..

## Status
De grootte van de populatie is niet gekwantificeerd. Het een algemene soort specht. Om deze reden staat de grijsgroene specht als niet bedreigd op de Rode Lijst van de IUCN.